# Dowhe (Berdjansk)
Der ukrainische Ort Dowhe (ukrainisch Довге, russisch Долгое) geht auf das russlandmennonitische Dorf Kontentiusfeld zurück.

## Kontentiusfeld
Als Gründungsdatum gilt März 1831, als das Land vermessen, Grundstücke eingeteilt und verlost und die Äcker bestellt wurden. Im Sommer begann man, Häuser zu bauen. Das Dorf wurde nach Samuel Konentius benannt, einem Mitglied des Vordmundschaftskomitees, das für die ausländischen Siedler in Südrussland zuständug war. Die Siedlung hatte 15 Höfe auf jeder Straßenseite, die Straße folgte dem Fluss Kuruschan. Die sogenannte Salzstraße, eine Grube bei Perekop-Bachmut lieferte weiße Erde für Stuckarbeiten und luftgetrocknete Ziegel. Eine Schule wurde 1835 erbaut. Aus tiefen Brunnen förderte man gutes Wasser, bis 1838 ein Erdbeben zum Anstieg des Grundwassers führte. 1869 gab es 25 Vollwirtschaften, 10 Halbwirtschaften, und 33 Kleinwirtschaften.  1908 lebten hier 508 Menschen und es gab zwei Mühle und eine Ziegeklei. Es sind nur wenige Spuren der Mennoniten erhalten. Jedoch sind auf einem den Soldaten des Zweiten Weltkriegs gewidmeten Gedenkstein auch deutsch-mennonitische Namen genannt.

## Sparrau
Der Ort wurde 1828 südlich des Kuruschan angelegt. Die Dorfstraße folgte dem Fluss und war beiderseits von Bauernhöfen gesäumt. Anfangs siedelten hier 28 Familien aus dem Kreis Elbing in Westpreußen. Der Name bezieht sich auf einen gleichnamigen Ort in der alten Heimat, heute Sporowo. Der Boden war fruchtbar und in 8 bis 2 m Tiefer war Wasser verfügbar. Die Siedler bauten Häuser aus luftgetrocknete Ziegeln, jedes Haus hatte einen Obstgarten. 1869 gab es 32 Vollwirtschaften, 16 Halbwirtschaften und 37 Kleinwirtschaften. Nach Landfläche war Sparau eine der größten Gemeinden in der Kolonie. Um 1906 bauten die Mennonitenbrüder am westlichen Dorfende eine Kirche. 1908 lebten hier 815 Menschen, es gab zwei Mühlen, und einen Hersteller von Mühlen und Dreschmaschinen. Die Kirche wurde um 1930 geschlossen und abgetragen.